# 绞孔冠耳螺
绞孔冑螺（学名：Cassidula plectorematoides），又名鼴耳螺，是真有肺類支序以下的耳螺科鼬耳螺屬的一個物種，生活於鹹淡水交界。

## 分佈
主要分布於臺灣的新竹市香山濕地、琉球奄美大島以南區域、菲律賓群島、越南（慶和省及寧順省，過往紀錄指曾在北部灣的下龍灣、筷子籠群島及海防市的葛婆島出現過:111），也曾在香港的西貢半島出現過。常栖息在潮间带。

## 亞種

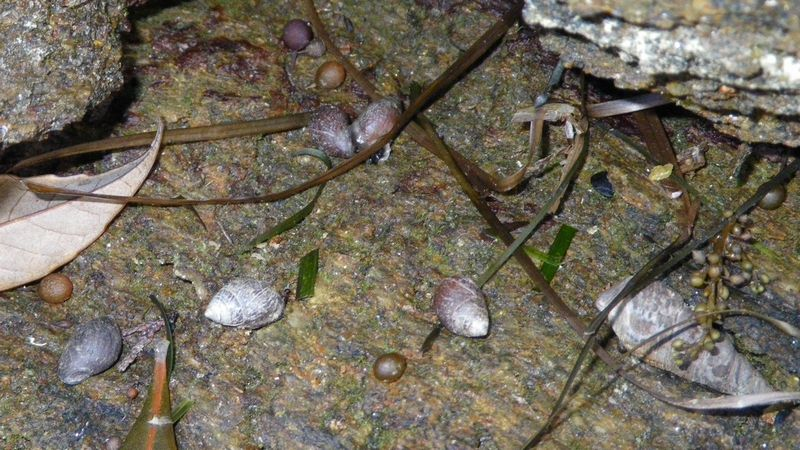
Cassidula plecotrematoides japonica in its natural environment.

- Cassidula plecotrematoides japonica Möllendorff, 1901：見於日本，critically endangered and endangered (CR＋EN) there.[9]
- Cassidula plecotrematoides plecotrematoides Möllendorff, 1901：近危物种[10]